# 阿纳托利·伊万诺维奇·卢基扬诺夫
阿纳托利·伊万诺维奇·卢基扬诺夫（羅馬化：Anatoly Ivanovich Lukyanov；1930年5月7日—2019年1月9日），前苏联党和国家领导人，俄罗斯联邦政治人物。 在前苏联时期，阿纳托利·卢基扬诺夫历任苏联共产党中央委员会书记处书记（1987年－1988年）、苏联共产党中央政治局候补委员（1988年－1990年）和末任苏联最高苏维埃主席（1990年3月－1991年9月）。他是苏联历史上首任也是末任总统米哈伊尔·谢尔盖耶维奇·戈尔巴乔夫的首席副手，但后来成为戈尔巴乔夫的政治对手。1991年8月至1992年12月期间，阿纳托利·卢基扬诺夫因与国家紧急状态委员会成员一同参与了八一九政变而被拘捕，他被指控篡夺政权及滥用职权，但之后他也和其他涉案人员一样在1994年获得了特赦。被叶利钦称为“政变军师”。在俄罗斯联邦时期阿纳托利·卢基扬诺夫以俄罗斯联邦共产党党员的身份在1993年至2003年期间获选成为国家杜马议员，同时他也在1994年至2000年期间当选为俄罗斯联邦共产党中央委员会主席团成员。除此之外，阿纳托利·卢基扬诺夫还是一名诗人。
阿纳托利·伊万诺维奇·卢基扬诺夫在1979年获得法学全博士学位，并在2004年进入他的母校莫斯科国立大学任教。2012年，他获得“俄罗斯荣誉律师”表彰。

## 个人简历
1930年，生于斯摩棱斯克。
1953年，毕业于国立莫斯科大学。法学博士。
1985年，任苏联共产党中央委员会办公厅主任。
1987年，任苏联共产党中央委员会书记处书记。
1988年，任苏联最高苏维埃主席团第一副主席。
1989年，任苏联最高苏维埃第一副主席。
1990年，任苏联最高苏维埃主席。
1991年，在八一九事件中因支持国家紧急状态委员会而被逮捕。
1994年，根据俄罗斯联邦国家杜马决议获大赦。
1993年到2003年，卢基扬诺夫担任国家杜马议员。 
1994年到2000年，为俄共中央主席团成员。

## 人物事件
据苏联史专家王国杰教授著作《“八·一九事件”透视与剖析》介绍，1991年8月19日-21日，苏联发生了一次政变，中央政府的一些高官为了挽救苏联，软禁苏联总统戈尔巴乔夫，企图废除其职位。政变领导人国防部长亚佐夫元帅、克格勃领导人克留奇科夫等苏共强硬保守派组成了国家紧急状态委员会，卢基扬诺夫本人虽然没参加紧急委员会，但是他在回忆录中写到，他认为引入紧急状态是绝对正当（абсолютно оправданным）。
1991年8月19日清晨6时，紧急状态委员会占领了电视台后首先发表的就是卢基扬诺夫关于国内局势的声明，19日下午17时，卢基扬诺夫作为蘇聯最高蘇維埃主席宣布在8月26日召开苏联最高苏维埃非常会议，会议将批准在苏联个别地区实行紧急状态的决定，此举被认为是支持紧急委员会，尽管卢基扬诺夫不是紧委会成员，但白宫决策者们认为他是紧急委员会的军师，是政变的主要策划者。
然而因为一系列原因，21日戈尔巴乔夫宣布完全控制局势，紧急委员会政变失败，卢基扬诺夫也因此被捕，在1991年8月22日俄议会会议上，俄总理西拉耶夫讲：“卢基扬诺夫是政变中的主要思想家，我们不能信任他”。
1991年8月26日，苏联最高苏维埃暂停卢基扬诺夫主席职务，29日，卢基扬诺夫被俄罗斯联邦检察机关关押，直到1994年2月根据国家杜马决议获大赦。
他被捕后从没认错，就在被审讯期间他作为俄共推举的候选人当选为国家杜马代表。1994年初叶利钦还写信给卢基扬诺夫表示愿意合作，并建议卢基扬诺夫“分担起俄罗斯命运的责任”。

## 家庭情况
阿纳托利·伊万诺维奇·卢基扬诺夫的女儿艾琳娜是俄罗斯高等经济学院的教授。

## 所获荣誉
- 劳动红旗勋章（1971年8月26日）
- 十月革命勋章（1980年5月6日）
- 俄罗斯荣誉律师（俄语：Заслуженный юрист Российской Федерации）（2012年6月25日）